# 24 ur Le Mansa 2007
24 ur Le Mansa 2007 je bila petinsedemdeseta vzdržljivostna dirka 24 ur Le Mansa. Potekala je 16. in 17. junija 2007.

## Kvalifikacije
| Poz | Moštvo                             | Razred | 1. dan   | 2. dan   |
| --- | ---------------------------------- | ------ | -------- | -------- |
| 1   | #8 Team Peugeot Total              | LMP1   | 3:26.344 | 4:01.928 |
| 2   | #2 Audi Sport North America        | LMP1   | 3:26.916 | 4:01.257 |
| 3   | #7 Team Peugeot Total              | LMP1   | 3:27.724 | 4:06.205 |
| 4   | #1 Audi Sport North America        | LMP1   | 3:28.301 | 4:04.386 |
| 5   | #3 Audi Sport Team Joest           | LMP1   | 3:29.736 | 4:01.629 |
| 6   | #16 Pescarolo Sport                | LMP1   | 3:33.590 | 4:11.511 |
| 7   | #13 Courage Compétition            | LMP1   | 3:35.171 | 4:23.905 |
| 8   | #18 Rollcentre Racing              | LMP1   | 3:35.559 | 4:26.442 |
| 9   | #14 Racing for Holland             | LMP1   | 3:35.660 | 4:16.675 |
| 10  | #9 Creation Autosportif            | LMP1   | 3:36.279 | 4:18.797 |
| 11  | #15 Charouz Racing System          | LMP1   | 3:37.737 | 4:12.490 |
| 12  | #12 Courage Compétition            | LMP1   | 3:38.371 | 4:36.646 |
| 13  | #17 Pescarolo Sport                | LMP1   | 3:38.753 | 4:11.611 |
| 14  | #5 Swiss Spirit                    | LMP1   | 3:42.626 | 4:21.415 |
| 15  | #33 Barazi-Epsilon                 | LMP2   | 3:44.158 | 4:11.296 |
| 16  | #19 Chamberlain-Synergy Motorsport | LMP1   | 3:44.721 | 6:37.797 |
| 17  | #40 Quifel ASM Team                | LMP2   | 3:45.838 | 4:47.127 |
| 18  | #31 Binnie Motorsports             | LMP2   | 3:48.173 | 4:48.025 |
| 19  | #21 Team Bruichladdich Radical     | LMP2   | 3:48.332 | 4:37.507 |
| 20  | #32 Barazi-Epsilon                 | LMP2   | 3:48.935 | 4:14.508 |
| 21  | #25 Ray Mallock Ltd.               | LMP2   | 3:49.217 | 4:17.297 |
| 22  | #35 Saulnier Racing                | LMP2   | 3:49.621 | 4:32.963 |
| 23  | #008 Aston Martin Racing Larbre    | GT1    | 3:50.761 | 4:32.633 |
| 24  | #55 Team Oreca                     | GT1    | 3:51.240 | 4:32.860 |
| 25  | #20 Pierre Bruneau                 | LMP2   | 3:51.342 | 4:39.787 |
| 26  | #64 Corvette Racing                | GT1    | 3:52.130 | 4:35.281 |
| 27  | #009 Aston Martin Racing           | GT1    | 3:52.471 | 4:29.918 |
| 28  | #44 Kruse Motorsport               | LMP2   | 3:52.552 | 5:00.117 |
| 29  | #63 Corvette Racing                | GT1    | 3:52.657 | 4:36.285 |
| 30  | #59 Team Modena                    | GT1    | 3:53.727 | 4:28.580 |
| 31  | #54 Team Oreca                     | GT1    | 3:54.718 | 4:26.955 |
| 32  | #100 Aston Martin Racing BMS       | GT1    | 3:55.141 | 4:28.906 |
| 33  | #72 Luc Alphand Aventures          | GT1    | 3:55.668 | 4:39.531 |
| 34  | #007 Aston Martin Racing           | GT1    | 3:55.714 | 4:28.604 |
| 35  | #70 PSI Experience                 | GT1    | 3:56.922 | 4:30.723 |
| 36  | #24 Noël del Bello Racing          | LMP2   | 3:57.566 | 4:24.793 |
| 37  | #73 Luc Alphand Aventures          | GT1    | 3:59.068 | 4:52.166 |
| 38  | #006 Aston Martin Racing Larbre    | GT1    | 4:01.674 | 4:53.664 |
| 39  | #82 Scuderia Ecosse                | GT2    | 4:04.185 | 4:47.877 |
| 40  | #76 IMSA Performance Matmut        | GT2    | 4:04.622 | 4:38.386 |
| 41  | #97 Risi Competizione              | GT2    | 4:05.358 | 4:39.564 |
| 42  | #80 Flying Lizard Motorsports      | GT2    | 4:05.588 | 4:41.736 |
| 43  | #53 JLOC Isao Noritake             | GT1    | 4:06.223 | No Time  |
| 44  | #93 Autorlando Sport               | GT2    | 4:08.211 | 4:36.386 |
| 45  | #99 Risi Competizione              | GT2    | 4:09.065 | 5:10.785 |
| 46  | #67 Convers MenX Racing            | GT1    | 4:09.088 | 4:39.343 |
| 47  | #85 Spyker Squadron                | GT2    | 4:10.719 | 4:48.139 |
| 48  | #81 Team LNT                       | GT2    | 4:11.025 | 4:41.334 |
| 49  | #86 Spyker Squadron                | GT2    | 4:11:598 | 4:44.373 |
| 50  | #82 Team LNT                       | GT2    | 4:13.049 | 4:46.961 |
| 52  | #83 G.P.C. Sport                   | GT2    | 4:15.669 | 5:04.447 |
| 52  | #71 Seikel Motorsport              | GT2    | 4:17.750 | 5:03.369 |
| 53  | #78 AF Corse                       | GT2    | 4:21.714 | 4:53.812 |
| 54  | #29 T2M Motorsport                 | LMP2   | 4:53.983 | 4:54.729 |

## Dirka
Zmagovalci svojega razreda so odebeljeni. Dirkalniki, ki niso prevozili 75% razdalje zmagovalca niso uvrščeni (NC).
| Poz    | Razred | Št  | Moštvo                                   | Dirkači                                                | Šasija                              | Gume | Krogi |
| Poz    | Razred | Št  | Moštvo                                   | Dirkači                                                | Motor                               | Gume | Krogi |
| ------ | ------ | --- | ---------------------------------------- | ------------------------------------------------------ | ----------------------------------- | ---- | ----- |
| 1      | LMP1   | 1   | Audi Sport North America                 | Marco Werner Emanuele Pirro Frank Biela                | Audi R10                            | M    | 369   |
| 1      | LMP1   | 1   | Audi Sport North America                 | Marco Werner Emanuele Pirro Frank Biela                | Audi TDI 5.5L Turbo V12 (Diesel)    | M    | 369   |
| 2      | LMP1   | 8   | Team Peugeot Total                       | Stéphane Sarrazin Pedro Lamy Sébastien Bourdais        | Peugeot 908                         | M    | 359   |
| 2      | LMP1   | 8   | Team Peugeot Total                       | Stéphane Sarrazin Pedro Lamy Sébastien Bourdais        | Peugeot HDi 5.5L Turbo V12 (Diesel) | M    | 359   |
| 3      | LMP1   | 16  | Pescarolo Sport                          | Emmanuel Collard Jean-Christophe Boullion Romain Dumas | Pescarolo 01                        | M    | 358   |
| 3      | LMP1   | 16  | Pescarolo Sport                          | Emmanuel Collard Jean-Christophe Boullion Romain Dumas | Judd GV5.5 S2 5.5L V10              | M    | 358   |
| 4      | LMP1   | 18  | Rollcentre Racing                        | Stuart Hall João Barbosa Martin Short                  | Pescarolo 01                        | D    | 347   |
| 4      | LMP1   | 18  | Rollcentre Racing                        | Stuart Hall João Barbosa Martin Short                  | Judd GV5.5 S2 5.5L V10              | D    | 347   |
| 5      | GT1    | 009 | Aston Martin Racing                      | David Brabham Darren Turner Rickard Rydell             | Aston Martin DBR9                   | M    | 343   |
| 5      | GT1    | 009 | Aston Martin Racing                      | David Brabham Darren Turner Rickard Rydell             | Aston Martin 6.0L V12               | M    | 343   |
| 6      | GT1    | 63  | Corvette Racing                          | Johnny O'Connell Jan Magnussen Ron Fellows             | Chevrolet Corvette C6.R             | M    | 342   |
| 6      | GT1    | 63  | Corvette Racing                          | Johnny O'Connell Jan Magnussen Ron Fellows             | Chevrolet LS7-R 7.0L V8             | M    | 342   |
| 7      | GT1    | 008 | Aston Martin Racing Larbre               | Christophe Bouchut Fabrizio Gollin Casper Elgaard      | Aston Martin DBR9                   | M    | 341   |
| 7      | GT1    | 008 | Aston Martin Racing Larbre               | Christophe Bouchut Fabrizio Gollin Casper Elgaard      | Aston Martin 6.0L V12               | M    | 341   |
| 8      | LMP1   | 15  | Charouz Racing System                    | Jan Charouz Stefan Mücke Alex Yoong                    | Lola B07/17                         | M    | 338   |
| 8      | LMP1   | 15  | Charouz Racing System                    | Jan Charouz Stefan Mücke Alex Yoong                    | Judd GV5.5 S2 5.5L V10              | M    | 338   |
| 9      | GT1    | 007 | Aston Martin Racing                      | Johnny Herbert Peter Kox Tomas Enge                    | Aston Martin DBR9                   | M    | 337   |
| 9      | GT1    | 007 | Aston Martin Racing                      | Johnny Herbert Peter Kox Tomas Enge                    | Aston Martin 6.0L V12               | M    | 337   |
| 10     | GT1    | 54  | Team Oreca                               | Laurent Groppi Nicolas Prost Jean-Philippe Belloc      | Saleen S7-R                         | M    | 337   |
| 10     | GT1    | 54  | Team Oreca                               | Laurent Groppi Nicolas Prost Jean-Philippe Belloc      | Ford 7.0L V8                        | M    | 337   |
| 11     | GT1    | 100 | Aston Martin Racing BMS                  | Fabio Babini Jamie Davies Matteo Malucelli             | Aston Martin DBR9                   | P    | 336   |
| 11     | GT1    | 100 | Aston Martin Racing BMS                  | Fabio Babini Jamie Davies Matteo Malucelli             | Aston Martin 6.0L V12               | P    | 336   |
| 12     | GT1    | 72  | Luc Alphand Aventures                    | Luc Alphand Jérôme Policand Patrice Goueslard          | Chevrolet Corvette C6.R             | M    | 327   |
| 12     | GT1    | 72  | Luc Alphand Aventures                    | Luc Alphand Jérôme Policand Patrice Goueslard          | Chevrolet LS7-R 7.0L V8             | M    | 327   |
| 13     | LMP1   | 17  | Pescarolo Sport                          | Harold Primat Christophe Tinseau Bénoit Treluyer       | Pescarolo 01                        | M    | 325   |
| 13     | LMP1   | 17  | Pescarolo Sport                          | Harold Primat Christophe Tinseau Bénoit Treluyer       | Judd GV5.5 S2 5.5L V10              | M    | 325   |
| 14     | GT1    | 67  | Convers MenX Racing                      | Alexei Vasiliev Tomáš Kostka Robert Pergl              | Ferrari 550-GTS Maranello           | P    | 322   |
| 14     | GT1    | 67  | Convers MenX Racing                      | Alexei Vasiliev Tomáš Kostka Robert Pergl              | Ferrari F133 5.9L V12               | P    | 322   |
| 15     | GT2    | 76  | IMSA Performance Matmut                  | Raymond Narac Richard Lietz Patrick Long               | Porsche 997 GT3-RSR                 | M    | 320   |
| 15     | GT2    | 76  | IMSA Performance Matmut                  | Raymond Narac Richard Lietz Patrick Long               | Porsche 3.8L Flat-6                 | M    | 320   |
| 16     | GT1    | 55  | Team Oreca                               | Stéphane Ortelli Soheil Ayari Nicolas Lapierre         | Saleen S7-R                         | M    | 318   |
| 16     | GT1    | 55  | Team Oreca                               | Stéphane Ortelli Soheil Ayari Nicolas Lapierre         | Ford 7.0L V8                        | M    | 318   |
| 17     | GT1    | 59  | Team Modena                              | Antonio Garcia Jos Menten Christian Fittipaldi         | Aston Martin DBR9                   | M    | 318   |
| 17     | GT1    | 59  | Team Modena                              | Antonio Garcia Jos Menten Christian Fittipaldi         | Aston Martin 6.0L V12               | M    | 318   |
| 18     | LMP2   | 31  | Binnie Motorsports                       | William Binnie Allen Timpany Chris Buncombe            | Lola B05/42                         | K    | 318   |
| 18     | LMP2   | 31  | Binnie Motorsports                       | William Binnie Allen Timpany Chris Buncombe            | Zytek ZG348 3.4L V8                 | K    | 318   |
| 19     | GT2    | 99  | Risi Competizione Krohn Racing           | Tracy Krohn Niclas Jönsson Colin Braun                 | Ferrari F430 GT2                    | M    | 314   |
| 19     | GT2    | 99  | Risi Competizione Krohn Racing           | Tracy Krohn Niclas Jönsson Colin Braun                 | Ferrari F136 4.0L V8                | M    | 314   |
| 20     | LMP1   | 19  | Chamberlain-Synergy Motorsport           | Gareth Evans Bob Berridge Peter Owen                   | Lola B06/10                         | M    | 310   |
| 20     | LMP1   | 19  | Chamberlain-Synergy Motorsport           | Gareth Evans Bob Berridge Peter Owen                   | AER P32T 3.6L Turbo V8              | M    | 310   |
| 21     | GT2    | 93  | Autorlando Sport Farnbacher Racing       | Pierre Ehret Lars-Erik Nielsen Allan Simonsen          | Porsche 997 GT3-RSR                 | P    | 309   |
| 21     | GT2    | 93  | Autorlando Sport Farnbacher Racing       | Pierre Ehret Lars-Erik Nielsen Allan Simonsen          | Porsche 3.8L Flat-6                 | P    | 309   |
| 22     | GT2    | 78  | AF Corse JMB Racing                      | Joe Macari Ben Aucott Adrian Newey                     | Ferrari F430 GT2                    | M    | 308   |
| 22     | GT2    | 78  | AF Corse JMB Racing                      | Joe Macari Ben Aucott Adrian Newey                     | Ferrari F136 4.0L V8                | M    | 308   |
| 23     | GT2    | 82  | Team LNT                                 | Lawrence Tomlinson Richard Dean Rob Bell               | Panoz Esperante GT-LM               | P    | 308   |
| 23     | GT2    | 82  | Team LNT                                 | Lawrence Tomlinson Richard Dean Rob Bell               | Ford (Élan) 5.0L V8                 | P    | 308   |
| 24     | GT1    | 73  | Luc Alphand Aventures                    | Jean-Luc Blanchemain Didier André Vincent Vosse        | Chevrolet Corvette C5-R             | M    | 306   |
| 24     | GT1    | 73  | Luc Alphand Aventures                    | Jean-Luc Blanchemain Didier André Vincent Vosse        | Chevrolet LS7-R 7.0L V8             | M    | 306   |
| 25     | LMP1   | 14  | Racing for Holland b.v.                  | Jan Lammers Jeroen Bleekemolen David Hart              | Dome S101.5                         | M    | 305   |
| 25     | LMP1   | 14  | Racing for Holland b.v.                  | Jan Lammers Jeroen Bleekemolen David Hart              | Judd GV5.5 S2 5.5L V10              | M    | 305   |
| 26     | LMP1   | 12  | Courage Compétition                      | Alexander Frei Jonathan Cochet Bruno Besson            | Courage LC70                        | M    | 304   |
| 26     | LMP1   | 12  | Courage Compétition                      | Alexander Frei Jonathan Cochet Bruno Besson            | AER P32T 3.6L Turbo V8              | M    | 304   |
| 27     | LMP2   | 33  | Barazi-Epsilon Zytek Engineering         | Adrian Fernández Haruki Kurosawa Robbie Kerr           | Zytek 07S/2                         | M    | 301   |
| 27     | LMP2   | 33  | Barazi-Epsilon Zytek Engineering         | Adrian Fernández Haruki Kurosawa Robbie Kerr           | Zytek ZG348 3.4L V8                 | M    | 301   |
| 28     | GT1    | 70  | PSI Experience                           | Claude-Yves Gosselin David Hallyday Philipp Peter      | Chevrolet Corvette C6.R             | P    | 289   |
| 28     | GT1    | 70  | PSI Experience                           | Claude-Yves Gosselin David Hallyday Philipp Peter      | Chevrolet LS7-R 7.0L V8             | P    | 289   |
| 29     | GT1    | 006 | Aston Martin Racing Larbre               | Patrick Bornhauser Roland Bervillé Gregor Fisken       | Aston Martin DBR9                   | M    | 272   |
| 29     | GT1    | 006 | Aston Martin Racing Larbre               | Patrick Bornhauser Roland Bervillé Gregor Fisken       | Aston Martin 6.0L V12               | M    | 272   |
| 30 DNF | LMP1   | 7   | Team Peugeot Total                       | Nicolas Minassian Jacques Villeneuve Marc Gené         | Peugeot 908                         | M    | 338   |
| 30 DNF | LMP1   | 7   | Team Peugeot Total                       | Nicolas Minassian Jacques Villeneuve Marc Gené         | Peugeot HDi 5.5L Turbo V12 (Diesel) | M    | 338   |
| 31 DNF | LMP1   | 2   | Audi Sport North America                 | Tom Kristensen Allan McNish Rinaldo Capello            | Audi R10                            | M    | 262   |
| 31 DNF | LMP1   | 2   | Audi Sport North America                 | Tom Kristensen Allan McNish Rinaldo Capello            | Audi TDI 5.5L Turbo V12 (Diesel)    | M    | 262   |
| 32 DNF | LMP2   | 32  | Barazi-Epsilon                           | Juan Barazi Michael Vergers Karim Ojjeh                | Zytek 07S/2                         | M    | 252   |
| 32 DNF | LMP2   | 32  | Barazi-Epsilon                           | Juan Barazi Michael Vergers Karim Ojjeh                | Zytek ZG348 3.4L V8                 | M    | 252   |
| 33 DNF | GT2    | 83  | G.P.C. Sport                             | Matthew Marsh Carl Rosenblad Jesus Villarroel          | Ferrari F430 GT2                    | P    | 252   |
| 33 DNF | GT2    | 83  | G.P.C. Sport                             | Matthew Marsh Carl Rosenblad Jesus Villarroel          | Ferrari F136 4.0L V8                | P    | 252   |
| 34 DNF | LMP2   | 25  | Ray Mallock Ltd. (RML)                   | Mike Newton Andy Wallace Thomas Erdos                  | MG-Lola EX264                       | M    | 251   |
| 34 DNF | LMP2   | 25  | Ray Mallock Ltd. (RML)                   | Mike Newton Andy Wallace Thomas Erdos                  | AER P07 2.0L Turbo I4               | M    | 251   |
| 35 DNF | GT2    | 87  | Scuderia Ecosse                          | Chris Niarchos Tim Mullen Andrew Kirkaldy              | Ferrari F430 GT2                    | P    | 241   |
| 35 DNF | GT2    | 87  | Scuderia Ecosse                          | Chris Niarchos Tim Mullen Andrew Kirkaldy              | Ferrari F136 4.0L V8                | P    | 241   |
| 36 DNF | LMP2   | 35  | Saulnier Racing                          | Jacques Nicolet Alain Filhol Bruce Jouanny             | Courage LC75                        | M    | 224   |
| 36 DNF | LMP2   | 35  | Saulnier Racing                          | Jacques Nicolet Alain Filhol Bruce Jouanny             | AER P07 2.0L Turbo I4               | M    | 224   |
| 37 DNF | GT2    | 97  | Risi Competizione                        | Mika Salo Johnny Mowlem Jaime Melo                     | Ferrari F430 GT2                    | M    | 223   |
| 37 DNF | GT2    | 97  | Risi Competizione                        | Mika Salo Johnny Mowlem Jaime Melo                     | Ferrari F136 4.0L V8                | M    | 223   |
| 38 DNF | LMP2   | 24  | Noël del Bello Racing                    | Vitaly Petrov Romain Ianetta Liz Halliday              | Courage LC75                        | M    | 198   |
| 38 DNF | LMP2   | 24  | Noël del Bello Racing                    | Vitaly Petrov Romain Ianetta Liz Halliday              | AER P07 2.0L Turbo I4               | M    | 198   |
| 39 DNF | LMP1   | 13  | Courage Compétition                      | Jean-Marc Gounon Guillaume Moreau Stefan Johansson     | Courage LC70                        | M    | 175   |
| 39 DNF | LMP1   | 13  | Courage Compétition                      | Jean-Marc Gounon Guillaume Moreau Stefan Johansson     | AER P32T 3.6L Turbo V8              | M    | 175   |
| 40 DNF | GT2    | 85  | Spyker Squadron b.v.                     | Andrea Belicchi Andrea Chiesa Alex Caffi               | Spyker C8 Spyder GT2-R              | M    | 145   |
| 40 DNF | GT2    | 85  | Spyker Squadron b.v.                     | Andrea Belicchi Andrea Chiesa Alex Caffi               | Audi 3.8L V8                        | M    | 145   |
| 41 DNF | LMP2   | 40  | Quifel ASM Team Racing for Portugal      | Miguel Amaral Warren Hughes Miguel Angel de Castro     | Lola B05/40                         | D    | 137   |
| 41 DNF | LMP2   | 40  | Quifel ASM Team Racing for Portugal      | Miguel Amaral Warren Hughes Miguel Angel de Castro     | AER P07 2.0L Turbo I4               | D    | 137   |
| 42 DNF | LMP2   | 20  | Pierre Bruneau                           | Marc Rostan Chris MacAllister Gavin Pickering          | Pilbeam MP93                        | M    | 126   |
| 42 DNF | LMP2   | 20  | Pierre Bruneau                           | Marc Rostan Chris MacAllister Gavin Pickering          | Judd XV675 3.4L V8                  | M    | 126   |
| 43 DNF | GT2    | 80  | Flying Lizard Motorsports                | Johannes Van Overbeek Seth Neiman Jörg Bergmeister     | Porsche 997 GT3-RSR                 | M    | 124   |
| 43 DNF | GT2    | 80  | Flying Lizard Motorsports                | Johannes Van Overbeek Seth Neiman Jörg Bergmeister     | Porsche 3.8L Flat-6                 | M    | 124   |
| 44 DNF | LMP2   | 44  | Kruse Motorsport                         | Tony Burgess Jean De Pourtales Norbert Siedler         | Pescarolo 01                        | K    | 98    |
| 44 DNF | LMP2   | 44  | Kruse Motorsport                         | Tony Burgess Jean De Pourtales Norbert Siedler         | Judd XV675 3.4L V8                  | K    | 98    |
| 45 DNF | GT2    | 86  | Spyker Squadron b.v.                     | Jaroslav Janis Mike Hezemans Jonny Kane                | Spyker C8 Spyder GT2-R              | M    | 70    |
| 45 DNF | GT2    | 86  | Spyker Squadron b.v.                     | Jaroslav Janis Mike Hezemans Jonny Kane                | Audi 3.8L V8                        | M    | 70    |
| 46 DNF | GT2    | 71  | Seikel Motorsport Team Felbermayr-Proton | Horst Felbermayr Horst Felbermayr Jr. Philip Collin    | Porsche 997 GT3-RSR                 | Y    | 68    |
| 46 DNF | GT2    | 71  | Seikel Motorsport Team Felbermayr-Proton | Horst Felbermayr Horst Felbermayr Jr. Philip Collin    | Porsche 3.8L Flat-6                 | Y    | 68    |
| 47 DNF | LMP1   | 5   | Swiss Spirit                             | Marcel Fässler Jean-Denis Délétraz Iradj Alexander     | Lola B07/18                         | M    | 62    |
| 47 DNF | LMP1   | 5   | Swiss Spirit                             | Marcel Fässler Jean-Denis Délétraz Iradj Alexander     | Audi 3.6L Turbo V8                  | M    | 62    |
| 48 DNF | GT2    | 81  | Team LNT                                 | Tom Kimber-Smith Danny Watts Tom Milner Jr.            | Panoz Esperante GT-LM               | P    | 60    |
| 48 DNF | GT2    | 81  | Team LNT                                 | Tom Kimber-Smith Danny Watts Tom Milner Jr.            | Ford (Élan) 5.0L V8                 | P    | 60    |
| 49 DNF | LMP2   | 29  | T2M Motorsport                           | Robin Longechal Yutaka Yamagishi Yojiro Terada         | Dome S101.5                         | M    | 56    |
| 49 DNF | LMP2   | 29  | T2M Motorsport                           | Robin Longechal Yutaka Yamagishi Yojiro Terada         | Mader 3.4L V8                       | M    | 56    |
| 50 DNF | LMP1   | 9   | Creation Autosportif Ltd.                | Jamie Campbell-Walter Shinji Nakano Felipe Ortiz       | Creation CA07                       | D    | 55    |
| 50 DNF | LMP1   | 9   | Creation Autosportif Ltd.                | Jamie Campbell-Walter Shinji Nakano Felipe Ortiz       | Judd GV5.5 S2 5.5L V10              | D    | 55    |
| 51 DNF | LMP1   | 3   | Audi Sport Team Joest                    | Lucas Luhr Mike Rockenfeller Alexandre Prémat          | Audi R10                            | M    | 23    |
| 51 DNF | LMP1   | 3   | Audi Sport Team Joest                    | Lucas Luhr Mike Rockenfeller Alexandre Prémat          | Audi TDI 5.5L Turbo V12 (Diesel)    | M    | 23    |
| 52 DNF | GT1    | 64  | Corvette Racing                          | Oliver Gavin Olivier Beretta Max Papis                 | Chevrolet Corvette C6.R             | M    | 22    |
| 52 DNF | GT1    | 64  | Corvette Racing                          | Oliver Gavin Olivier Beretta Max Papis                 | Chevrolet LS7-R 7.0L V8             | M    | 22    |
| 53 DNF | LMP2   | 21  | Team Bruichladdich Radical               | Tim Greaves Stuart Moseley Robin Liddell               | Radical SR9                         | D    | 16    |
| 53 DNF | LMP2   | 21  | Team Bruichladdich Radical               | Tim Greaves Stuart Moseley Robin Liddell               | AER P07 2.0L Turbo I4               | D    | 16    |
| 54 DNF | GT1    | 53  | JLOC Isao Noritake                       | Koji Yamanishi Atsushi Yogo                            | Lamborghini Murcielago R-GT         | Y    | 1     |
| 54 DNF | GT1    | 53  | JLOC Isao Noritake                       | Koji Yamanishi Atsushi Yogo                            | Lamborghini L535 6.0L V12           | Y    | 1     |
| DNQ    | LMP1   | 10  | Arena Motorsports International          | Stefan Johansson Hayanari Shimoda                      | Zytek 07S                           | M    | -     |
| DNQ    | LMP1   | 10  | Arena Motorsports International          | Stefan Johansson Hayanari Shimoda                      | Zytek 2ZG408 4.0L V8                | M    | -     |